# Scheepsfinanciering
| Fondsenwerving           | Financieringsstructuur        |
| ------------------------ | ----------------------------- |
| Onderhandse fondsen      | Eigen fondsen                 |
| Onderhandse fondsen      | Onderhandse investering       |
| Bancaire financiering    | Hypothecaire lening           |
| Bancaire financiering    | Bedrijfslening                |
| Bancaire financiering    | Scheepswerfkrediet            |
| Bancaire financiering    | Mezzaninefinanciering         |
| Bancaire financiering    | Onderhandse aandelenplaatsing |
| Kapitaalmarkten          | Openbare emissie              |
| Kapitaalmarkten          | Obligatie-uitgifte            |
| Special purpose vehicles | Special purpose company       |
| Special purpose vehicles | Commanditaire vennootschap    |
| Special purpose vehicles | Financiële leasing            |
| Special purpose vehicles | Operationele leasing          |
| Special purpose vehicles | Securitisatie                 |

Scheepsfinanciering is een belangrijk onderdeel van de scheepvaartindustrie. De meeste rederijen hebben niet het nodige kapitaal om een schip volledig zelf te financieren. In 2007 werd er voor 187,5 miljard aan nieuwe schepen gefinancierd.  Er zijn wereldwijd ongeveer 150 banken die rederijen begeleiden met het vinden van voldoende financiering.

## Risico
Het financieren van schepen is een heel volatiele markt daarom geeft Moody's de rating "exotic" aan deze investeringen.  Over het algemeen geeft een investering in de scheepvaart een lager rendement dan investeringen met eenzelfde risico in een andere sector.
Als het eigendom van het schip en het eigendom van de rederij niet bij dezelfde partij liggen ontstaan "principal-agent" problemen die het risico verder verhogen. Dit komt doordat het in het belang van de rederij is om zoveel mogelijk geld van het schip naar de rederij te laten vloeien, terwijl de investeerder het tegenovergestelde belang heeft. De meeste wereldwijde reders hebben dit probleem opgelost door zelf eigenaar van de schepen te zijn, en de investeerders direct in de rederij te laten investeren. 
Een andere risicoverhogende factor is het gebrek aan liquiditeit van scheepsinvesteringen. In tegenstelling tot aandelen op de beurs zijn investeringen in schepen moeilijk verhandelbaar.
De financiering van een schip bestaat meestal grotendeels uit een hypothecaire banklening, waarbij het schip het onderpand van de lening is. Het probleem van deze structuur is dat de waarde van het onderpand synchroon mee beweegt met de inkomsten van het schip. Als het schip te weinig geld verdient om de aflossing of rente aan de bank te betalen, heeft de bank ook niet veel aan het onderpand omdat die ook in waarde is gedaald. Dit kan opgelost worden door het schip met niet te veel lening te financieren.
Een ander specifiek risico betreft subsidies. De scheepvaart wordt zwaar gesubsidieerd middels lagere belastingen, kortingen en investeringsstimuli. Hierdoor wordt de productie van schepen gestimuleerd. In slechte tijden betekent dit echter een groter overschot aan schepen, met lagere inkomsten tot gevolg. Hierdoor wordt de cyclus van de scheepvaart versterkt, met hogere pieken en diepere dalen.

## Evolutie

### Investering met charter contract als garantie
In de jaren 50 en 60 groeide de Europese en Japanse economie exponentieel. De vraag naar grondstoffen nam zo toe dat er niet meer voldoende aanwezig was op hun eigen continent. Men moest dan ook op zoek gaan naar een manier om hun grondstoffen in Europa te krijgen. Grote olie- en staalbedrijven boden lange termijn contracten aan aan rederijen om hun grondstoffen te vervoeren. Met deze lange termijn contracten kon de reder een lening krijgen bij een bank om een schip te financieren. De bank had dan het charter contract als garantie dat er voldoende geld zou binnen stromen om de lening af te betalen en de romp als onderpand.

### Financiering met schip als onderpand
In de jaren 70 veranderde de manier waarop banken keken naar de financiering van schepen. Bankiers beschouwden voortaan schepen als een soort drijvend vastgoed. Dit had als gevolg dat men een hypotheek kon nemen op een schip. Deze andere manier van benaderen had een aantal gevolgen. Zo was het voortaan niet meer nodig om een charter contract te hebben om een schip te financieren. Vroeger werd het aantal schepen dat gebouwd werd beperkt door het aantal charters dat beschikbaar was. Vanaf de jaren 70 was dit niet meer het geval en groeide de wereld vloot veel sneller.

### K/S partnership
Tegen het einde van de jaren 80 werpen grote hoeveelheden kapitaal opgehaald via een Noorse K/S limited partnership. In deze periode werkte naar schatting de helft van de Noorse scheepvaart via dit systeem. De voornaamste oorzaak van dit groot succes lag enerzijds in de hoge personenbelasting en anderzijds in het voordelig financieel regime dat Noorwegen had voor deze vorm van financiering.  De fondsen werkten op de volgende manier: 80% van de prijs van het schip werd gefinancierd door een bank met de romp als onderpand, 4% werd in cash ingebracht en 16% werd ook geleend van de bank maar met niet opgevraagd kapitaal als onderpand. Door de grote hefboom op het geïnvesteerde kapitaal konden spectaculaire winsten maar ook verliezen geboekt worden. In het begin van de jaren 90 werden de belastingvoordelen sterk verminderd en werd het minder aantrekkelijk om via deze manier te investeren in scheepvaart.

### Bedrijfsstructuur
Begin jaren 90 begonnen de rederijen zich meer en meer te organiseren als een doorsnee bedrijf. Door deze vereenvoudigde structuur kunnen ze makkelijker aan kapitaal komen dan in  het verleden. Tegenwoordig zijn er tal van bedrijven die hun kapitaal halen bij het grote publiek. Rederijen noteren tegenwoordig op de beurs en geven obligaties uit.  Maar ook de banken verkiezen deze duidelijke structuur  boven de soms exotische constructie van rederijen in het verleden.

## Financiering tijdens bouw
Sinds de jaren twintig zijn er subsidies van overheidswege.  De Franse en Duitse overheid zorgde voor voordelige financiering om zo te kunnen concurreren met een markt die gedomineerd werd door de Britten.
Tijdens de recessie van de jaren 30 werden door tal van overheden financiering constructies op poten gezet om de scheepsbouw in hun land te stimuleren. De Franse Duitse en maar ook de Deense overheid zorgden voor goedkope financiering. Op deze manier probeerde men dalende bestellingen tegen te gaan. 
Deze manier van subsidiëren werd tijdens de eerste post Tweede Wereldoorlog recessie ook toegepast. Tijdens de recessie van 1958-1963 werden er verschillende agentschappen op gericht om dit te coördineren in naam van de overheid. In de UK was dit “the Export Credit Guarantee Department” in Frankrijk “COFACE” in Duitsland “Hermes” in korea "KEXIM" en in Japan "EXIM".
In 1969 kwam er een regeling over deze financiering tussen de verschillend de landen en wordt sindsdien gecontroleerd door de "OECD"